# Toka (ö)
Toka är en ö i Marshallöarna.   Den ligger i kommunen Ebon, i den sydvästra delen av Marshallöarna, 400 km sydväst om huvudstaden Majuro. Arean är 1,3 kvadratkilometer.
Terrängen på Toka är platt. Öns högsta punkt är 20 meter över havet. Den sträcker sig 2,2 kilometer i nord-sydlig riktning, och 1,6 kilometer i öst-västlig riktning.